# 斯摩棱斯克档案
斯摩棱斯克档案指苏联共产党斯摩棱斯克州党委档案，该档案在1941年纳粹德国军队攻占斯摩棱斯克市时被德军完整缴获，这些档案中同时包括了内务人民委员部和州政府的相关档案，内容包括从1917年至1941年苏联斯摩棱斯克州各方面的详细信息，对欧美的苏联研究有重大帮助。德军缴获这些档案后将其运回德国，二战后被美国人获得。战后美国学者如梅尔·费恩索德、理查德·派普斯、罗伯特·康奎斯特都曾研究过该档案。苏联解体后，2002年美国将档案归还俄罗斯。